# Valérie Nimal
Valérie Nimal, née le 9 avril 1970 à Bruxelles, est une écrivaine belge, lauréate du Prix Gros Sel du jury 2009. 

## Biographie
Dès ses humanités, elle explore les langues mortes et vivantes ainsi que le langage plastique. À l’Université libre de Bruxelles, elle étudie l’histoire de l’art à la faculté de Philosophie et Lettres. Entre 1997 et 2000, elle enseigne le français et le néerlandais en même temps qu’elle apprend le danois et l’anglais au Danemark et en Irlande. 
De retour au pays de Magritte et de Paul Nougé en l’an 2000, elle envoie un manuscrit à quelques maisons d’édition. L’éditeur et écrivain Serge Delaive publie son premier récit de microfictions La robe de mariée en 2004 aux éditions Le Fram. En 2007, ce livre se prolonge par l’exposition d’art contemporain d’Élodie Antoine et Nathalie Canivet, La chambre nuptiale, au Musée du Costume et de la Dentelle. Un extrait de cette exposition est visible sur le site de l’auteure dans la catégorie expo.
Pendant trois ans, dans un studio de la RTBF (pour la radio Pure FM) elle enregistre des histoires radiophoniques : Les minutes célibataires et La boite à soupirs. Férue de nouvelles technologies, Valérie Nimal diffuse ses nouvelles qu’elle lit à haute voix sous forme de podcast. Deux prix récompensent ce travail de création : un Prix du podcast au Festival de créativité sur Internet de la ville de Romans en 2007 et le prix  de la catégorie littérature du Concours de blog, fête de l'internet 2008 en Wallonie.
En 2009, les éditions Luce Wilquin publient Les minutes célibataires, Prix Gros Sel du Jury 2009. Pour accompagner le lancement de ce recueil de nouvelles, l’auteure réalise l’une des premières bandes-annonces de livre en vidéo et la diffuse sur Internet via son blog et différentes plateformes comme YouTube. 
En 2019, les Éditions Anne Carrière publient Nous ne sommes pas de mauvaises filles. Ce premier roman fait partie des 10 finalistes du Prix Première 2019.

## Livres parus
- La robe de mariée, aux éditions Le Fram, 2004
- Les minutes célibataires[6], aux éditions Luce Wilquin, 2009. Prix Gros Sel du Jury 2009.
- Nous ne sommes pas de mauvaises filles, aux éditions Anne Carrière, 2019[7],[8],[9],[10].
- De vins et d'allégresses, 2024, éditions Murmures des soirs[11]

## Récompenses obtenues
- Prix du podcast au Festival de créativité sur Internet de la ville de Romans, 2007
- Prix de la catégorie littérature du Concours de blog, fête de l'internet 2008 en Wallonie
- Prix Gros Sel du Jury 2009